# Thomas Hellriegel
Thomas Hellriegel né le 14 janvier 1971 à Büchenau (de) en Allemagne est un triathlète professionnel, vainqueur du championnat du monde d'Ironman en 1997.

## Biographie
Thomas Hellriegel en 1996, fini second du championnat du monde d'Ironman et établit un record du circuit vélo en 4 h 24 min 50 s. Record qui chute, onze ans plus tard, amélioré par son compatriote Normann Stadler qui le réduit à 4 h 18 min 23 s. En 1997, il est le premier triathlète allemand à remporter le championnat du monde, il réalise sa performance en terminant devant deux de ses compatriotes, Jürgen Zäck et Lothar Leder formant un podium du championnat totalement germanique.

## Palmarès
Le tableau présente les résultats les plus significatifs (podium) obtenus sur le circuit national et international de triathlon depuis 1992,.
| Année | Compétition                                  | Pays             | Position           | Temps           |
| ----- | -------------------------------------------- | ---------------- | ------------------ | --------------- |
| 2012  | TriStar111 Estonie                           | Estonie          |                    | 3 h 13 min 12 s |
| 2012  | TriStar111 Autriche                          | Autriche         |                    | 3 h 28 min 41 s |
| 2011  | TriStar111 Estonie                           | Estonie          |                    | 3 h 12 min 53 s |
| 2008  | Championnat d'Allemagne longue distance LD   | Allemagne        | Médaille d'or      | 8 h 25 min 19 s |
| 2007  | Championnat d'Allemagne longue distance LD   | Allemagne        | Médaille d'or      | 8 h 10 min 33 s |
| 2003  | Ironman Lanzarote                            | Espagne          |                    | 8 h 56 min 44 s |
| 2002  | Challenge Roth                               | Allemagne        |                    | Timing          |
| 2001  | Ironman - Championnat du monde à Kailua-Kona | États-Unis       |                    | 8 h 47 min 40 s |
| 2000  | Ironman Europe                               | Allemagne        |                    | Timing          |
| 2000  | Ironman Nouvelle-Zélande                     | Nouvelle-Zélande |                    | Timing          |
| 1999  | Ironman USA                                  | États-Unis       |                    | Timing          |
| 1999  | Ironman Europe                               | Allemagne        |                    | Timing          |
| 1997  | Ironman - Championnat du monde à Kailua-Kona | États-Unis       |                    | 8 h 33 min 1 s  |
| 1997  | Ironman Australie                            | Australie        |                    | Timing          |
| 1996  | Ironman - Championnat du monde à Kailua-Kona | États-Unis       |                    | 8 h 6 min 7 s   |
| 1996  | Ironman Canada                               | Canada           |                    | 8 h 9 min 53 s  |
| 1995  | Ironman - Championnat du monde à Kailua-Kona | États-Unis       |                    | 8 h 22 min 59 s |
| 1995  | Ironman Europe                               | Allemagne        |                    | 8 h 10 min 9 s  |
| 1995  | Ironman Lanzarote                            | Espagne          |                    | 8 h 35 min 37 s |
| 1994  | Championnat d'Allemagne                      | Allemagne        | Médaille d'or      | 1 h 56 min 7 s  |
| 1993  | Championnat d'Europe                         | Luxembourg       |                    | 1 h 54 min 27 s |
| 1993  | Triathlon de Gérardmer                       | France           |                    | Timing          |
| 1993  | Championnat d'Allemagne                      | Allemagne        | Médaille de bronze | 2 h 1 min 45 s  |
| 1993  | Championnat d'Allemagne longue distance MD   | Allemagne        | Médaille d'or      | Timing          |
| 1992  | Triathlon de Gérardmer                       | France           |                    | Timing          |
| 1992  | Championnat d'Allemagne                      | Allemagne        | Médaille d'or      | 1 h 49 min 57 s |